# 上烏明國家公園

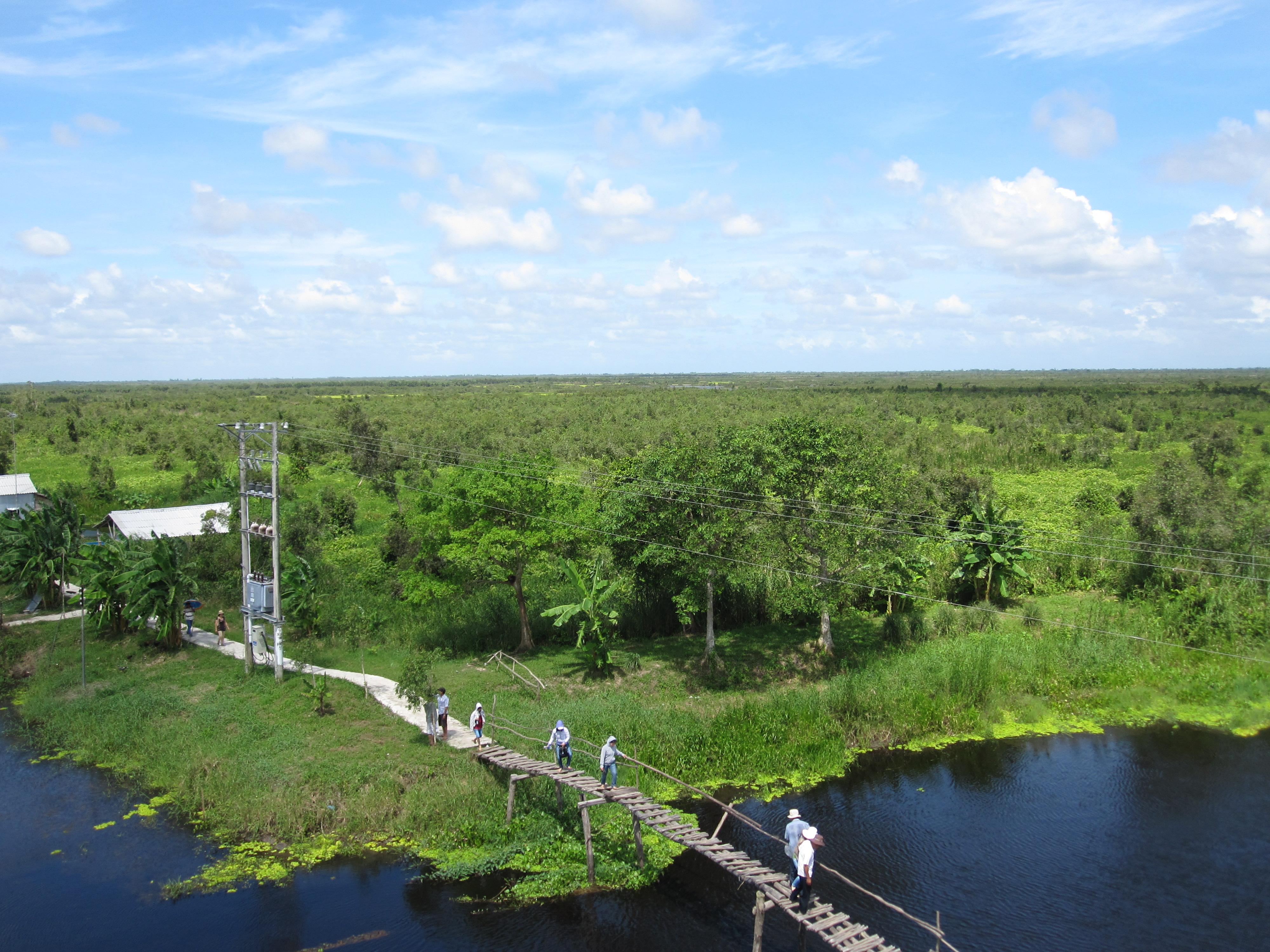

9°35′0″N 105°5′0″E / 9.58333°N 105.08333°E
上烏明國家公園是越南的國家公園，位於該國南部，處於安江省，成立於2002年1月14日，面積81平方公里，有32種哺乳類、39種兩棲類、187種鳥類、34種魚類棲息。